# Лазаревский мост (Санкт-Петербург)

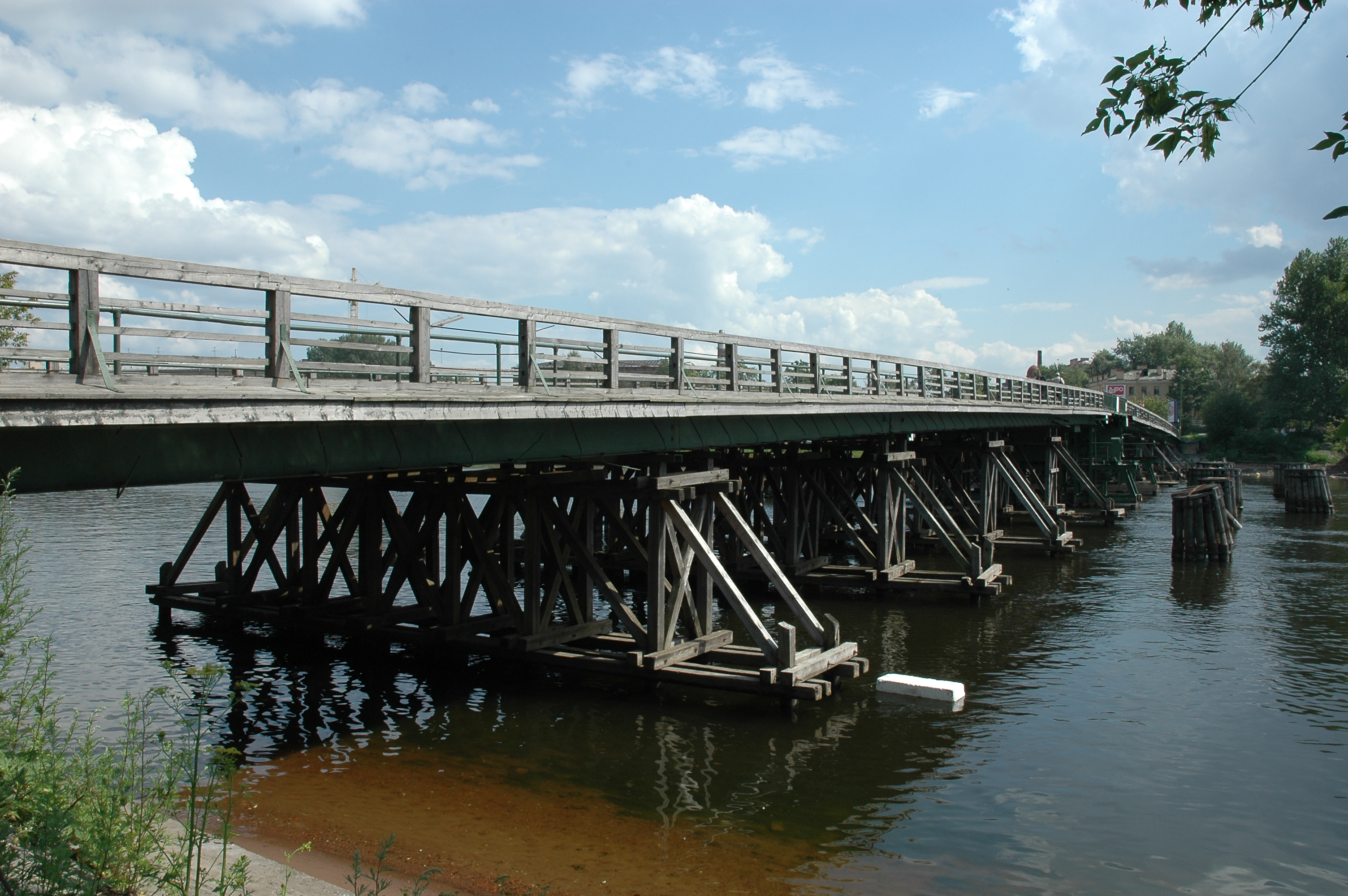
Лазаревский мост до реконструкции

Ла́заревский мост (до 1952 — Колтовский) — автодорожный металлический вантовый мост через Малую Невку в Санкт-Петербурге, соединяет Петроградский и Крестовский острова.

## Расположение
Мост соединяет Пионерскую и Спортивную улицы. На Петроградской стороне к мосту также подходит набережная Адмирала Лазарева.
Выше по течению находится Большой Крестовский мост, ниже — Большой Петровский мост.
Ближайшая станция метрополитена — «Чкаловская».

## Название
Первоначально мост назывался Колтовским, по старому названию прилегающей местности — Колтовские. В 1952 году мост был переименован в Лазаревский, в честь адмирала М. П. Лазарева; тогда же Колтовская набережная стала набережной Адмирала Лазарева.

## История
Необходимость сооружения моста в этом месте была связана со строительством стадиона имени Кирова, расположенного в Приморском парке Победы на западной оконечности Крестовского острова.
В 1947—1949 годах был построен трамвайно-пешеходный мост по проекту инженеров «Ленгипроинжпроекта» В. В. Блажевича и А. Д. Саперштейн. Строительство производил трест «Ленмостострой» под руководством инженеров Е. В. Диманта и В. Е. Ефимова.
Мост состоял из 11 пролётов: пролётные строения — металлические, балочные, среднее — разводное, однокрылое; опоры деревянные и деревометаллические, рамные. Длина моста составляла 141,3 м, ширина — 11,3 м. В 1976 году был произведён капитальный ремонт, в ходе которого деревянные забирные стенки заменили на железобетонные плиты и металлические сваи. В 1998 году выполнен капитальный ремонт верхнего строения пути с заменой поперечин, деревянного перильного ограждения, слива, настила тротуаров и междупутья. Трамвайное движение сохранялось на мосту до 2002 года. После закрытия трамвайной линии мост использовался только как пешеходный.
В 2008—2009 годах была произведена полная реконструкция моста. Заказчиком работ являлся Комитет по благоустройству и дорожному хозяйству администрации Санкт-Петербурга, генеральным проектировщиком — ЗАО "Институт «Стройпроект», генподрядчиком — ОАО «Мостострой № 6». Авторы проекта реконструкции: инженеры А. А. Станевич, Т. Ю. Гуревич, Ю. Ю. Крылов, Л. А. Кудрявцева, М. В. Дюба, А. Е. Горюнов, И. Е. Серебренников. Металлоконструкции пилона были изготовлены НПО «Мостовик» в Омске.
23 мая 2009 года при участии губернатора Санкт-Петербурга Валентины Матвиенко состоялась торжественная церемония открытия реконструированного моста. Общая стоимость строительства нового моста составила 1,2 млрд рублей. После реконструкции мост стал однопролётным вантовым, предназначенным для движения автомобилей и пешеходов.

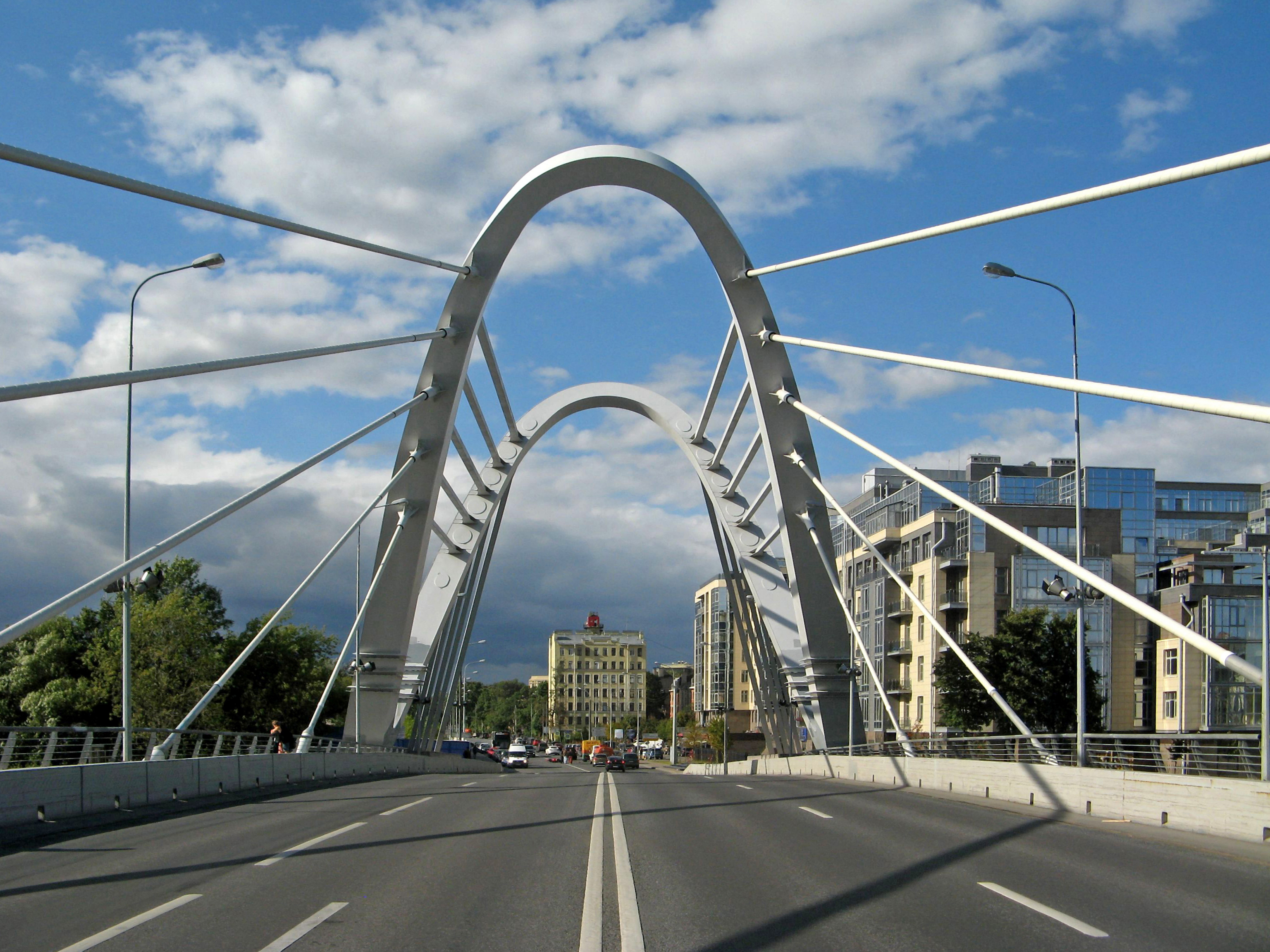
Проезжая часть моста